# Cikadovnice
Cikadovnice (lat. Cycadopsida) su razred golosjemenjača u diviziji cikade (Cycadophyta).
Sastoji se od najmanje dva reda, Cycadales i fosilnog Medullosales, te moguće rodova Jirusia, Microzamia, Nilsonia i Pseudoctenis.